# Nick Clarke
Nicholas Campbell Clarke (9 de junho de 1948 - 23 de novembro de 2006) foi um apresentador e jornalista de rádio e televisão inglês, conhecido principalmente por seu trabalho na BBC Radio 4.

## Biografia
Clarke nasceu em 1948 em Godalming, Surrey, e estudou na Westbourne House School, em West Sussex, Bradfield College, Berkshire e Fitzwilliam College, Cambridge.
Clarke começou sua carreira em jornais no Yorkshire Evening Post, antes de ingressar na BBC em 1973 como Correspondente Industrial do Norte. Ele ingressou no The Money Programme e, eventualmente, ingressou no Newsnight em 1984. Seu primeiro trabalho importante no rádio foi no The World This Weekend, da BBC Radio 4. Ele apresentou o programa de notícias da Radio 4, The World at One, de 1994 até sua morte. Durante a Guerra do Golfo de 1991, ele foi um apresentador voluntário no serviço BBC Radio 4 News FM. Ele também apresentou o Round Britain Quiz, a série de debates Straw Poll e, quando Jonathan Dimbleby estava ausente, Any Questions?
Clarke ganhou o prêmio da emissora do ano pelo Broadcasting Press Guild em 2001. Ele escreveu uma biografia do escritor e jornalista Alistair Cooke e uma história social da Grã-Bretanha na segunda metade do século 20, intitulada The Shadow of a Nation: How Celebrity Destroyed Britain.
Em dezembro de 2005, foi anunciado que Clarke estava sofrendo de câncer e, posteriormente, ele foi submetido a uma cirurgia que resultou na perda da perna esquerda. Durante este tempo ele documentou suas experiências com a doença por um diário de áudio que foi transmitido pela Radio 4 em junho de 2006.
Clarke voltou a sediar o programa The World at One em agosto de 2006, mas sua última aparição foi em 12 de setembro. Ele morreu em 23 de novembro de 2006.
Em 2007, a BBC criou o Prêmio Nick Clarke para comemorar e reconhecer a melhor entrevista de transmissão do ano, que é concedida anualmente no Festival de Literatura de Cheltenham. Após sua morte, amigos da universidade estabeleceram o 'Prêmio Nick Clarke'.
Em The Hitchhiker's Guide to the Galaxy, Clarke apresentou um falso World at One para a Quandary Phase, juntamente com Patrick Moore.